# إدوارد زوبر
إدوارد زوبر هو فنان ورسام كندي، ولد في 1932 في مونتريال في كندا.